# Villajoyosa Club de Fútbol
Il Villajoyosa Club de Fútbol è una società calcistica con sede a La Vila Joiosa (Alicante), nella Comunità Valenzana, in Spagna.
Gioca nella Tercera División, la quarta serie del campionato spagnolo.

## Tornei nazionali
- 1ª División: 0 stagioni
- 2ª División: 0 stagioni
- 2ª División B: 6 stagioni
- 3ª División: 15 stagioni

## Stagioni
| Stagione    | Categoria | Posizione |  |
| ----------- | --------- | --------- |  |
| dal 1944-45 | Regionali | —         |  |
| al 1956-57  | Regionali | —         |  |
| 1957/58     | 3ª        | 7°        |  |
| 1958/59     | 3ª        | 10°       |  |
| 1959/60     | 3ª        | 16°       |  |
| dal 1960-61 | Regionali | —         |  |
| al 1982-83  | Regionali | —         |  |
| 1983/84     | 3ª        | 7°        |  |
| 1984/85     | 3ª        | 6°        |  |
| 1985/86     | 3ª        | 10°       |  |
| 1986/87     | 3ª        | 8°        |  |
| 1987/88     | 3ª        | 7°        |  |
| 1988/89     | 3ª        | 10°       |  |
| 1989/90     | 3ª        | 16°       |  |

| Stagione    | Categoria | Posizione |  |
| ----------- | --------- | --------- |  |
| 1990/91     | 3ª        | 8°        |  |
| 1991/92     | 3ª        | 8°        |  |
| dal 1992-93 | Regionali | —         |  |
| al 2000-01  | Regionali | —         |  |
| 2001/02     | 3ª        | 4°        |  |
| 2002/03     | 3ª        | 2°        |  |
| 2003/04     | 2ªB       | 12°       |  |
| 2004/05     | 2ªB       | 6°        |  |
| 2005/06     | 2ªB       | 8°        |  |
| 2006/07     | 2ªB       | 8°        |  |
| 2007/08     | 2ªB       | 16°       |  |
| 2008/09     | 3ª        | 1°        |  |
| 2009/10     | 2ªB       | 17°       |  |
| 2010/11     | 3ª        | -         |  |